# Nando Rafael
Nando Rafael (nacido el 10 de enero de 1984 en Luanda) es un futbolista angoleño que juega para el VfL Bochum de la 2. Bundesliga de Alemania. Huyó de la guerra civil angoleña cuando tenía 8 años y emigró a Holanda. En 2002 fue fichado por el Hertha BSC Berlin en Alemania, y finalmente recibió un pasaporte alemán, permitiéndole jugar para la selección de fútbol de Alemania Sub-21.

## Selección nacional
Ha sido internacional con la Selección de fútbol de Alemania Sub-21 en 13 partidos y marcando 5 goles. 

### Participaciones Internacionales
| Torneo                  | Sede     | Resultado    |
| ----------------------- | -------- | ------------ |
| Eurocopa Sub-21 de 2006 | Portugal | Primera fase |

## Clubes
| Club                     | País         | Año       |
| ------------------------ | ------------ | --------- |
| AFC Ajax                 | Países Bajos | 2001-2002 |
| Hertha Berlín            | Alemania     | 2002-2005 |
| Borussia Mönchengladbach | Alemania     | 2005-2008 |
| AGF Aarhus               | Dinamarca    | 2008-2009 |
| FC Augsburgo             | Alemania     | 2009      |
| AGF Aarhus               | Dinamarca    | 2009-2010 |
| FC Augsburgo             | Alemania     | 2010-2012 |
| Fortuna Düsseldorf       | Alemania     | 2012-2013 |
| Henan Jianye FC          | China        | 2013-2014 |
| VfL Bochum               | Alemania     | 2015      |